# Návrat divokých koní 2014
Návrat divokých koní 2014 je označení pro čtvrtý český transport koní Převalského do Mongolska organizovaný Zoo Praha ve spolupráci s organizací ITG a Armádou ČR. Uskutečnil se v červenci 2014 a navázal na projekty z předchozích let (Návrat divokých koní 2011, 2012, 2013). Opět se snažil geneticky i početně doplnit a obohatit stavy koní Převalského poté, co v zimě 2009/2010 postihly tuto asijskou zemi kruté mrazy a sněhové bouře. 
Parametry transportu zůstaly stejné jako v předchozích dvou letech (Návrat divokých koní 2012 a Návrat divokých koní 2013). Vzhledem k nastalým okolnostem však nebyli přepraveni čtyři, ale pouze tři koně. 
Finanční zajištění opět poskytl pražský projekt Dvě koruny ze vstupu (viz Zoo Praha – in-situ projekty), tentokrát společně s dalšími zoo: zoo v Kolíně nad Rýnem, belgickou zoo Domaine des Grottes de Han a také Gaia Zoo Kerkrade v Nizozemsku. Také zásluhou českých transportů se stav koní v Gobi B na konci roku 2014 zvýšil na 113 koní, tedy na více než dvojnásobek od počátku českých misí.

## Realizace transportu
Stejně jako v předešlých letech (Návrat divokých koní 2011, 2012, 2013) byl použit letoun Armády České republiky typu CASA C-295M. To bylo zásadní pro opětovný úspěch akce nejen z finančního hlediska, ale také z toho důvodu, že letouny CASA jsou schopné přistát na nezpevněné ploše letiště v Bulganu. Druhým mezníkem pro možnost realizace je získání povolení pro přistání na tomto letišti. Možnost jeho využití pro účely transportu opět schválila přímo mongolská vláda. 
Transportu předcházela větší průzkumná mise pracovníků ze Zoo Praha, Armády České republiky i mongolského úřadu pro civilní letectví. Úvahy nově začaly směřovat k možnosti přistání přímo u aklimatizační ohrady v Tachin Talu. Letouny tu totiž opravdu již dříve přistávaly (v letech 1992–2007). Cennou výhodou takového řešení by byla absence dlouhé pozemní dopravy. Průzkumná mise uskutečněná v dubnu 2014 mohla konstatovat, že po dílčích úpravách terénu by takové řešení bylo možné. Mongolský Úřad pro civilní letectví však neudělil potřebný souhlas, a tak bylo nutné se vrátit k původní variantě přistát v Bulganu.

## Výběr koní
Ve spolupráci s koordinátorkou evropského záchovného programu (EEP) došlo k výběru dalších mladých klisen, které by bylo možné odvést do mongolské stepi. Několik jich bylo k dispozici již od předchozího roku, a to v Chovné a aklimatizační stanice Zoo Praha v Dolním Dobřejově. Další zvířata byla dovezena v druhé půli roku 2013. Jejich původ byl velmi pestrý – pocházela z národního parku Hortobágy v Maďarsku i zoologických zahrad v Nizozemsku, Německu, Belgii a Švýcarsku. Tyto klisny byly nejprve v tzv. podovozní izolaci v samostatném výběhu přímo v Zoo Praha. Později byly převezeny na aklimatizaci a povinnou předvývozní izolaci do stanice v Dolním Dobřejově. Po zvážení zejména zdravotního stavu a dalších ukazatelů (celková kondice, stáří, březost, zkušenost s reakcí na anestezii a převoz v přepravním boxu) byla pro transport a repatriaci vybrána již tradičně čtyři zvířata. Nakonec se transportu zúčastnily jen tyto tři klisny:
- Ulla (klisna, narozena 15. 6. 2011, Wildpark Langenberg, Švýcarsko)
- Bayan (klisna, narozena 3. 6. 2010, Zoo Givskud, Dánsko)
- Gretel (klisna, narozena 21. 5. 2010, Domaine des Grottes de Han, Han-sur-Lesse, Belgie)

## Průběh transportu
Transport začal v Dolním Dobřejově 1. července 2014 v brzkých ranních hodinách. Proběhly nutné náležitosti a procesy zažité již z předchozích let. K odjezdu s koňmi směr letiště došlo před devátou hodinou. Krátce po vyjetí z Dolního Dobřejova se objevily problémy s klisnou Nílus, která začala vykazovat známky stresu. Z toho důvodu bylo neprodleně rozhodnuto o návratu a vyložení zvířete zpět. Náhradní klisny nebylo možno k transportu využít, jelikož již byly vypuštěny do společného velkého výběhu. Proto se transportu nadále účastnili již jen tři koně. Letadlo vzlétlo dle plánu v 15 hodin. Teplota na palubě byla regulována na 15 až 18 stupňů Celsia, postupně dokonce až na 10 stupňů, což mělo jednoznačně pozitivní vliv na fyziologický stav koní. Stejně jako v předchozích letech proběhla dvě mezipřistání v Kazani a Novosibirsku, čímž byl let rozdělen na úseky o délce šest, pět a půl a tři a půl hodiny. Na palubě bylo kromě koní jedenáct osob, z toho šest členů posádky. Oproti předchozím transportům komplikovalo situaci počasí, konkrétně silný boční vítr. Dlouhou dobu tak nebylo jasné, zda bude možné přistát na letišti v Bulganu. Naštěstí nakonec došlo ke zklidnění větru a během přistání v Novosibirsku přišlo povolení k přistání v Mongolsku dle plánu. Letoun přistál na mongolském letišti v 13:25 místního času (8:25 pražského času), tedy 17,5 hodiny po odletu z Kbel. Na základě dřívějších zkušeností se organizačně zvládlo snížit čas mezi příletem a odjezdem na pozemní část výpravy na pouhých 75 minut. I díky tomu se podařilo do Tachin Talu poprvé přijet ještě před západem slunce. Celá akce totiž trvala necelých 33 hodin, což je realisticky vůbec nejkratší možná doba. Také stav klisen po transportu se ukázal jako nejlepší ze všech dosavadních cest v rámci Návratu divokých koní. Pro vypuštění byla vybrána aklimatizační ohrada o ploše 12 hektarů, která disponovala lepší pastvou než ta, která byla využita o rok dříve.

## Od transportu po současnost
Samice Gretel prošla hned druhý den do připojeného výběhu o ploše 16 hektarů. V další ohradě žilo pět volně žijících klisen, které přišly samy, nebo tam byly zahnány strážci, když se pohybovaly za hranicí chráněného území. 4. prosince 2014 došlo ke spojení obou stád do jedné ohrady. Vůdčí postavení si získala jedna ze zkušených místních klisen – Nergui. 